# Corbès
Corbès ist eine ehemalige französische Gemeinde mit 156 Einwohnern (Stand: 1. Januar 2022) im Département Gard in der Region Okzitanien (vor 2016 Languedoc-Roussillon). Sie gehörte zum Arrondissement Alès. Die Bewohner werden Corbèsiens und Corbèsiennes genannt.
Der Erlass des Präfekten vom 6. August 2024 legte mit Wirkung zum 1. Januar 2025 die Eingliederung von Corbès als Commune déléguée zusammen mit der früheren Gemeinde Thoiras zur Commune nouvelle Thoiras-Corbès fest.

## Geografie

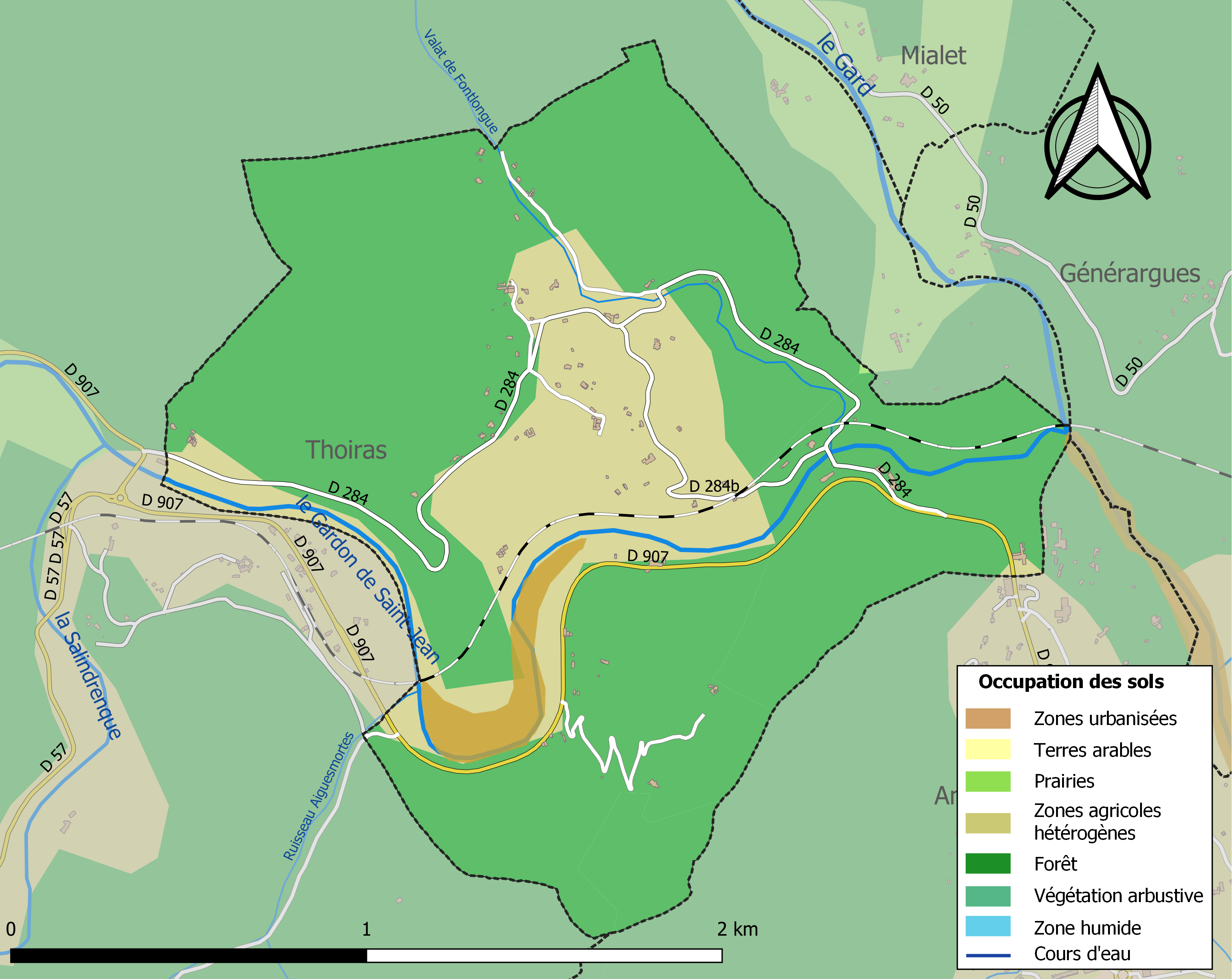
Bodennutzung und Infrastruktur von Corbès (2018)

Corbès liegt am Fuß der Cevennen etwa 11 Kilometer südwestlich von Alès und etwa 42 Kilometer nordwestlich von Nîmes am Gardon de Saint-Jean. Das Zentrum liegt auf einer Höhe von etwa 200 m. Das Relief des Gebiets steigt beiderseits des Gordontals an mit maximal 382 m im äußersten Nordwesten und über 390 m im Süden. Der tiefste Punkt liegt auf 130 m beim Austritt des Gardon aus dem Gemeindegebiet.
Teile des Gebiets von Corbès gehören zum Natura-2000-Schutzgebiets „Vallée du Gardon de Saint-Jean“ (FR9101368) und von drei ZNIEFF-Naturzonen. Rund 78 % der Fläche von Corbès sind bewaldet, rund 23 % entfallen auf heterogen bewirtschaftete landwirtschaftliche Gebiete (Stand: 2018).
Umgeben wird Corbès von den beiden Nachbargemeinden und der Commune déléguée:
|                            |                                             |             |
| Thoiras (Commune déléguée) | Kompassrose, die auf Nachbargemeinden zeigt | Générargues |
|                            |                                             | Anduze      |

## Geschichte
Im Jahr 1345 erscheint der Name der "Parochia di corbessio" fest, was bedeutet, dass es im Mittelalter ein Priorat in Corbès gab. Es ist denkbar, dass die Kirche von Saint Michel de Corbès von Mönchen aus Aniane gegründet wurde.
1564 bürgerte sich die Reformation in Corbès ein und zerstörte dort das religiöse Gebäude. Im Jahr 1674 gab es den Bau einer kleinen Kapelle neben der Kirche. Ab dem Jahr 1685 bekannten sich alle Einwohner der Gemeinde Corbès der katholischen, apostolischen und römischen Religion.
Im Jahr 1704 erklärten sich die Einwohner offen für die Kamisarden, so dass das Dorf am 27. August 1704 geplündert und verbrannt wurde nach einem Scharmützel mit den königlichen Truppen, die 20 Rebellen erschossen. Die protestantische Kirche wurde aufgegeben. 100 Jahre später, im Jahr 1808, wurde sie wieder eingeweiht.

## Bevölkerungsentwicklung
| Corbès: Einwohnerzahlen von 1793 bis 2020                                                                                  | Corbès: Einwohnerzahlen von 1793 bis 2020 | Corbès: Einwohnerzahlen von 1793 bis 2020 | Corbès: Einwohnerzahlen von 1793 bis 2020 | Corbès: Einwohnerzahlen von 1793 bis 2020 |
| --- | ----------------------------------------- | ----------------------------------------- | ----------------------------------------- | ----------------------------------------- |
| Jahr |                                           |                                           |                                           | Einwohner                                 |
| 1793 | 1793                                      |                                           | 138                                       | 138                                       |
| 1800 | 1800                                      |                                           | 121                                       | 121                                       |
| 1806 | 1806                                      |                                           | 122                                       | 122                                       |
| 1821 | 1821                                      |                                           | 145                                       | 145                                       |
| 1831 | 1831                                      |                                           | 141                                       | 141                                       |
| 1836 | 1836                                      |                                           | 151                                       | 151                                       |
| 1841 | 1841                                      |                                           | 159                                       | 159                                       |
| 1846 | 1846                                      |                                           | 161                                       | 161                                       |
| 1851 | 1851                                      |                                           | 157                                       | 157                                       |
| 1856 | 1856                                      |                                           | 166                                       | 166                                       |
| 1861 | 1861                                      |                                           | 159                                       | 159                                       |
| 1866 | 1866                                      |                                           | 167                                       | 167                                       |
| 1872 | 1872                                      |                                           | 132                                       | 132                                       |
| 1876 | 1876                                      |                                           | 137                                       | 137                                       |
| 1881 | 1881                                      |                                           | 141                                       | 141                                       |
| 1886 | 1886                                      |                                           | 107                                       | 107                                       |
| 1891 | 1891                                      |                                           | 90                                        | 90                                        |
| 1896 | 1896                                      |                                           | 117                                       | 117                                       |
| 1901 | 1901                                      |                                           | 103                                       | 103                                       |
| 1906 | 1906                                      |                                           | 251                                       | 251                                       |
| 1911 | 1911                                      |                                           | 105                                       | 105                                       |
| 1921 | 1921                                      |                                           | 92                                        | 92                                        |
| 1926 | 1926                                      |                                           | 105                                       | 105                                       |
| 1931 | 1931                                      |                                           | 94                                        | 94                                        |
| 1936 | 1936                                      |                                           | 84                                        | 84                                        |
| 1946 | 1946                                      |                                           | 57                                        | 57                                        |
| 1954 | 1954                                      |                                           | 56                                        | 56                                        |
| 1962 | 1962                                      |                                           | 43                                        | 43                                        |
| 1968 | 1968                                      |                                           | 47                                        | 47                                        |
| 1975 | 1975                                      |                                           | 61                                        | 61                                        |
| 1982 | 1982                                      |                                           | 92                                        | 92                                        |
| 1990 | 1990                                      |                                           | 113                                       | 113                                       |
| 1999 | 1999                                      |                                           | 127                                       | 127                                       |
| 2006 | 2006                                      |                                           | 146                                       | 146                                       |
| 2013 | 2013                                      |                                           | 167                                       | 167                                       |
| 2020 | 2020                                      |                                           | 150                                       | 150                                       |
| Quelle(n): EHESS/Cassini bis 1999, INSEE ab 2006 Anmerkung(en): Ab 1962 offizielle Zahlen ohne Einwohner mit Zweitwohnsitz |                                           |                                           |                                           |                                           |

## Sehenswürdigkeiten
- Eisenbahnbrücke Pont du Mescladou aus dem frühen 20. Jahrhundert
- Geschlossener Garten von 1774
- Getreidemühle und Pyrit-, Blei- und Zinkmine im Weiler Les Adams aus dem 19. Jahrhundert
- Walkmühle, genannt Mühle Baron, später Papierfabrik, errichtet 1791